# North Kilvington
North Kilvington is een civil parish in het bestuurlijke gebied Hambleton, in het Engelse graafschap North Yorkshire met 23 inwoners.